# Izhod
Izhod je sedmi album slovenske rock skupine Big Foot Mama.

## Seznam pesmi
1. »Iskre«
2. »Slab spomin«
3. »Tiha voda«
4. »Smet«
5. »Pot iz trnja«
6. »Nor sigurno ne«
7. »Lepa laž«
8. »Užitek na "replay"«
9. »Umazan dež«
10. »Naj lajajo«
11. »Bruno«
12. »Kratek stik«